# Caleb Sturgis
Caleb James Sturgis (St. Augustine, 9 agosto 1989) è un giocatore di football americano statunitense che milita nel ruolo di placekicker per i Philadelphia Eagles della National Football League (NFL). Fu scelto nel corso del quinto giro (166º assoluto) del Draft NFL 2013 dai Miami Dolphins. Al college ha giocato a football all’Università della Florida.

## Carriera professionistica

### Miami Dolphins
Sturgis fu scelto nel corso del quinto giro del Draft 2013 dai Miami Dolphins. Nella prima gara della stagione segnò tre field goal su tre nella vittoria sui Cleveland Browns, incluso uno da 49 yard. Per questa prestazione fu premiato come Rookie della settimana. La settimana successiva migliorò il suo primato personale segnando un field goal da 54 yard contro gli Indianapolis Colts. La sua stagione da rookie si concluse segnando 26 field goal su 34 tentativi (76,5%). Il 5 settembre 2015, Sturgis fu svincolato.

### Philadelphia Eagles
Il 28 settembre 2015, Sturgis firmò con i Philadelphia Eagles dopo l'infortunio che pose fine alla stagione di Cody Parkey.
Nella prima gara della stagione 2017, Sturgis si infortunò a un quadricipite, venendo inserito il lista infortunati.

## Palmarès

### Franchigia
- National Football Conference Championship: 1

Philadelphia Eagles: 2017

### Individuale
- PFWA All-Rookie Team - 2013
- Rookie della settimana: 1

1ª del 2013

## Statistiche
| Partite              | 32    |
| Field goal tentati   | 71    |
| Field goal segnati   | 55    |
| Percentuale          | 77,5% |
| Field goal più lungo | 54    |

Statistiche aggiornate alla stagione 2014